# Amphipyra tragopoginis
Espèce
La Noctuelle du salsifis (Amphipyra tragopoginis) est une espèce de lépidoptères (papillons) de la famille des Noctuidae.

## Sous-espèces
Selon Catalogue of Life (26 septembre 2015) :
- sous-espèce Amphipyra tragopoginis distincta Rothschild, 1920